# Manuel de Acevedo y Zúñiga

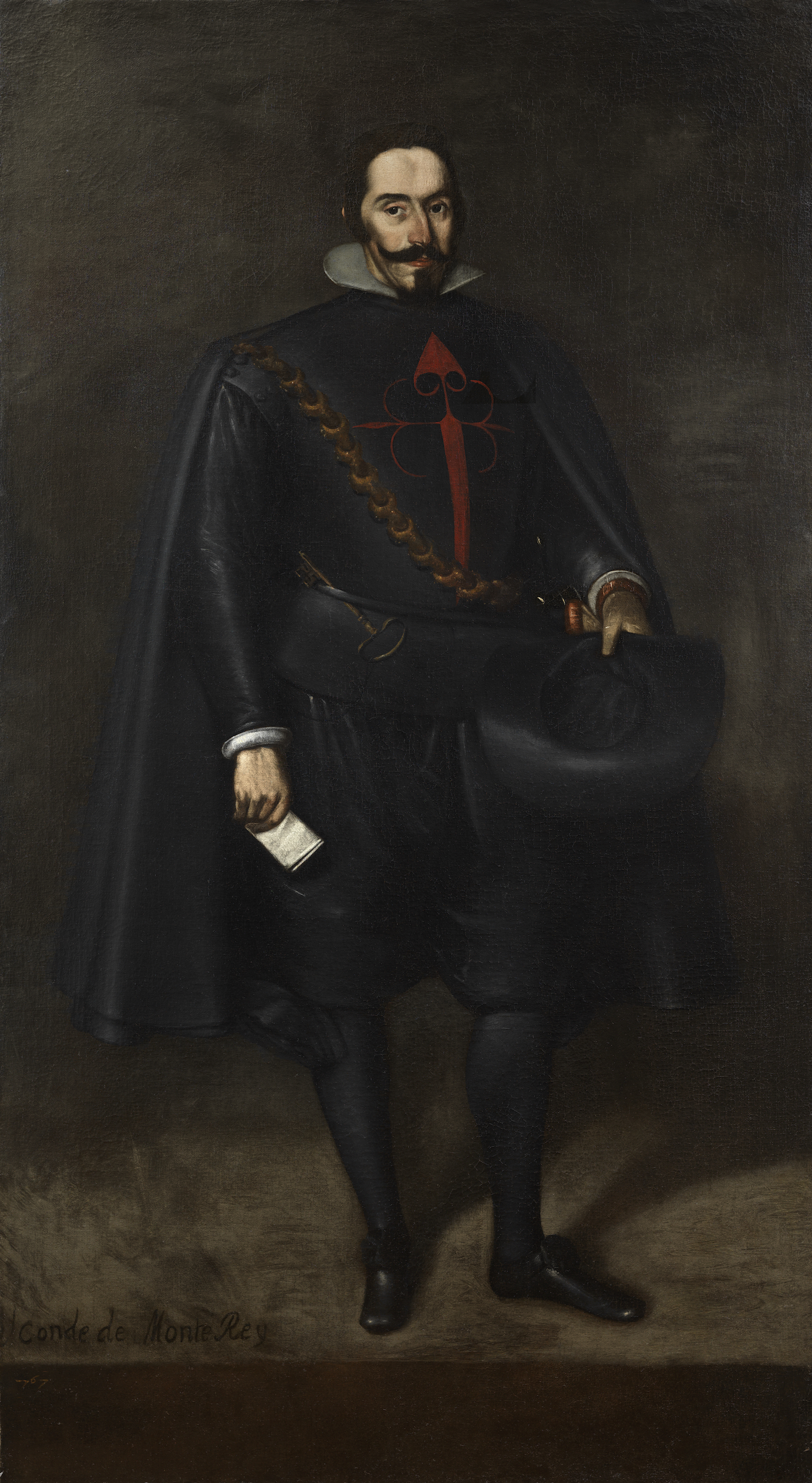
Retrato del conde de Monterrey

Manuel Alonso de Zúñiga Acevedo y Fonseca (Villalpando, 1586-Madrid, 12 de noviembre de 1653), también conocido como Manuel de Acevedo y Zúñiga, Manuel de Fonseca y Zúñiga y Manuel de Zúñiga y Fonseca, VI conde de Monterrey, II conde de Fuentes de Valdepero, señor de Vilca, de Medina, de Ribera y Aranjo, grande de España, comendador de la Orden de Santiago, condestable de Castilla, presidente del Consejo de Italia y miembro del Consejo de Estado del rey Felipe IV, presidente de las Cortes de Aragón, embajador ante la Santa Sede, virrey del reino de Nápoles, teniente general de los ejércitos en la guerra con Portugal, miembro de la Casa de Zúñiga.

## Filiación
Tercer hijo de Gaspar de Zúñiga y Acevedo, V conde de Monterrey, señor de Biedma y de Ulloa, virrey de Nueva España (México) y del Perú y de su esposa Inés de Velasco y Aragón, hija de Iñigo Fernández de Velasco y Tovar, VI conde de Haro, IV duque de Frías, condestable de Castilla, y de su esposa Ana Ángela de Aragón y Guzmán.
Manuel se casó con su prima hermana Leonor María de Guzmán y Pimentel, hija de Enrique de Guzmán y Niño de Ribera, II conde de Olivares, y de su esposa María Pimentel de Fonseca y Zúñiga, tía de Manuel. Su esposa era hermana de Gaspar de Guzmán y Pimentel, III conde de Olivares, I duque de Sanlúcar, válido del rey Felipe IV de España, casado con Inés de Zúñiga y Velasco, hermana de Manuel, dama de la reina Margarita. Fue padrino de las bodas su tío Baltasar de Zúñiga y Velasco, hermano de su padre y primer ministro del rey Felipe IV. En su matrimonio no tuvo descendencia, por lo que nombró heredera a la Inés Francisca de Zúñiga, hija de su sobrina Isabel de Zúñiga y Clärhout, I marquesa de Tarazona, hija de su tío Baltasar. Se cree que tuvo una hija natural, que fue priora del Convento de las Agustinas Recoletas de Salamanca, fundado por él en 1636.

## Herencia y Señorío
Manuel cruzó caballero en la Orden de Santiago en 1606. A la muerte de su tía abuela Juana de Acevedo y Fonseca, I condesa de Fuentes de Valdepero, vino a heredarla y fue II conde de Fuentes de Valdepero. Su hermano Pedro, el primogénito, falleció en 1602 y su padre Gaspar el 10 de febrero de 1606 en Lima, siendo Virrey del Perú. Después de un largo pleito por la herencia de su padre y de las deudas que había que cubrir, gracias a la ayuda de su tío Baltasar y de su primo hermano el conde-duque de Olivares, se solucionaron sus problemas. Por real provisión del 11 de mayo de 1608 se les concedió a los hijos del V conde de Monterrey, Gaspar de Zúñiga y Acevedo, virrey que fue del Perú, una serie de repartimientos en el Perú y 6 mil ducados anuales. Manuel sostuvo un largo pleito (1609-1628) con los condes de Lemos sobre los bienes de la casa de Biedma y de Ulloa. Dio libertad en 1640 a su esclavo Hametillo, moro natural de Argel, para regresar a su tierra.
El rey Felipe III de España le concedió en 1621 la Grandeza de España de segunda clase. y el rey Felipe IV de España le concedió la Grandeza de España el 11 de julio de 1628.
Su esposa Leonor, VI condesa de Monterrey, por demanda del 28 de mayo de 1648 reclama el pago de su dote de acuerdo a lo estipulado por su padre Enrique de Guzmán, II conde de Olivares.

## Al servicio del reyFelipe IV de España

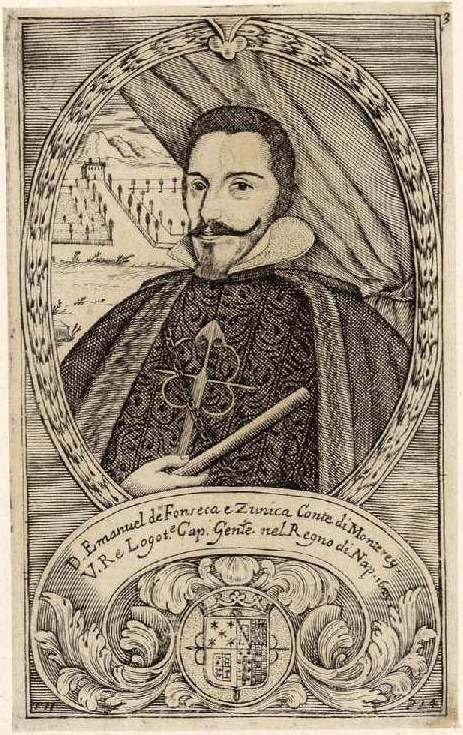
El conde de Monterrey. Grabado calcográfico anónimo recogido en Teatro eroico, e politico de'governi de'Vicere del Regno de Napoli, de Domenico Antonio Parrino, Nápoles, 1692-1694. Biblioteca Nacional de España.

El conde de Monterrey fue nombrado presidente del Consejo de Italia, a la muerte de su tío Baltasar, en octubre de 1622 y miembro del Consejo del Estado el 18 de abril de 1624, cargo que ejerce hasta su muerte. En enero de 1626 acompaña al rey Felipe IV y a su hermano el infante Carlos al viaje a las Cortes de Aragón. Ejerció el cargo de Presidente de las Cortes de Aragón, celebradas en Valencia, desde el 20 al 30 de marzo de 1626, en ausencia del rey Felipe IV. Su cuñado el conde-duque de Olivares lo hizo nombrar embajador extraordinario en la Santa Sede en 1628, con la promesa de suceder en el virreinato de Nápoles. Este nombramiento causó gran sorpresa y desconcierto en la corte. Olivares esperaba de su cuñadoo lealtad en el futuro. Como sucesor en Roma nombró en 1631 a su primo el cardenal Gaspar de Borja. El conde-duque de Olivares dispuso, a las quejas que se hicieron sobre el mal recibimiento de la reina de Hungría por el virrey de Nápoles, Fernando Afán de Ribera, duque de Alcalá, destituirlo del cargo. El duque de Alcalá abandonó Nápoles el 13 de mayo de 1631. Monterrey vino de Roma y se hizo cargo de su puesto a mediados de mayo de 1631. Fue Virrey del Reino de Nápoles de mayo de 1631 a noviembre de 1636.
Durante su gobierno en Nápoles ejerció una administración eficiente y previsora. Aseguró los suministros de alimentos, combatió el bandidaje y renovó la flota, el ejército y la artillería en previsión de las hostilidades que se sucederían en los años posteriores a su toma de posesión. Su gobierno estuvo marcado por los enfrentamientos habidos en Europa durante la Guerra de los Treinta Años. Envió tropas y ayuda económica al ejército imperial participante en la batalla de Nördlingen, asistió al Milanesado, que estuvo amenazado por las tropas francesas en la guerra de la Valtellina y a Álvaro de Bazán, II marqués de Santa Cruz, en su ataque contra la costa de Provenza durante la guerra franco-española, en la que el conde de Monterrey dispuso el reino de Nápoles en estado de alarma en espera de una invasión francesa.
Ramiro Núñez de Guzmán, II marqués del Toral, viudo de María de Guzmán y Zúñiga, I duquesa de Medina de las Torres, hija del conde-duque de Olivares, quien era muy allegado a su suegro, para conseguir su matrimonio con Ana Carrafa de Gonzaga, princesa de Stigliano, logró ser promovido como sucesor del conde de Monterrey en el virreinato de Nápoles. Cargo que tomó el 12 de noviembre de 1636. La destitución del conde de Monterrey fue origen de una enemistad entre el conde de Monterrey y el conde-duque de Olivares, que duró hasta la muerte del conde-duque. A su vuelta a España en el verano de 1638 reingresó en el Consejo de Estado.
Monterrey fue nombrado en septiembre de 1640 Teniente General de los ejércitos en la revuelta de Portugal, conocida como la Guerra de Restauración portuguesa.
Su nombramiento no fue de agrado de los Grandes. El VI duque de Alba, Fernando Álvarez de Toledo, quien tenía sus soldados en la frontera de Portugal, regresó airado a su casa, rehusando servir al conde de Monterrey como subordinado. El VIII duque de Béjar, Alonso Diego López de Zúñiga, el IX duque de Medina Sidonia, Gaspar Pérez de Guzmán, el VII duque de Medinaceli, Juan Luis de la Cerda, y el IV duque de Arcos, Rodrigo Ponce de León le siguieron y rehusaron también. El conde de Monterrey a pesar de la oposición conservó su mando. Sus tropas en su mayoría reclutas novatos se reunieron en Badajoz y el primer encuentro fronterizo tuvo lugar en abril de 1641. El fracaso del ejército a su mando ante los muros de Elvas, demostró su inhabilidad y fue substituido en noviembre de 1641 por el VI duque de Alba.
En diciembre de 1642 el rey Felipe IV reorganizó el centro del gobierno, reemplazando la Junta de Ejecución por tres Salas. La primera era la Sala de Gobierno, bajo la dirección del rey (Felipe IV escribe el 20 de enero de 1643 a Ramiro Núñez de Guzmán, I duque de Medina de las Torres, "yo tomo el remo"), la segunda, la Sala para reclutar milicia, bajo la presidencia del conde de Monterrey, y la tercera, la Sala para provisionar los ejércitos de España, Italia y Flandes, bajo la presidencia de Sancho de Monroy, I marqués de Castañeda. El conde-duque de Olivares, caído en desgracia, abandonó la Corte el 23 de enero de 1643 en dirección a Loeches

## Mecenas y coleccionista de obras de arte

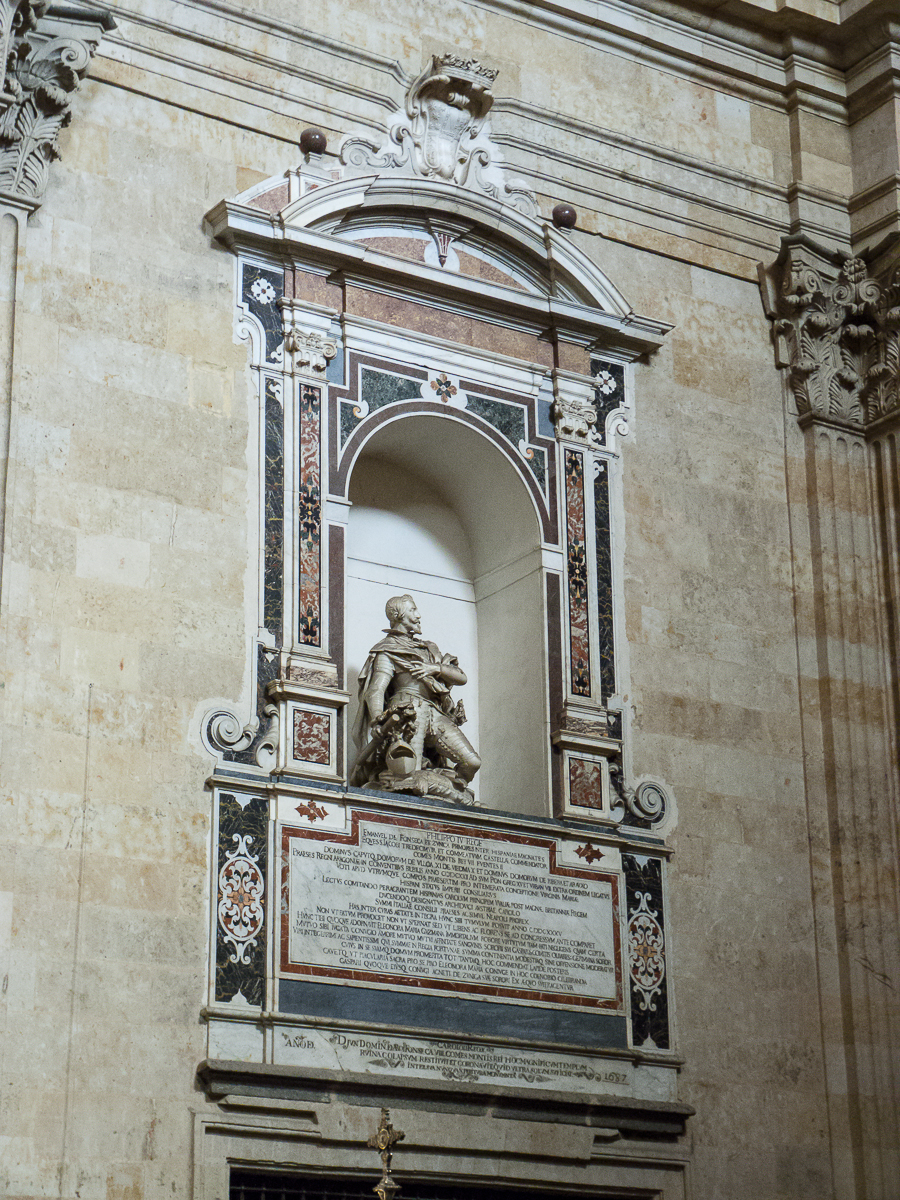
Sepulcro del conde Manuel de Acevedo en el convento de las Agustinas de Salamanca.

El VI conde de Monterrey fue un gran mecenas de los artistas de su época, "llamado el ladrón por su vergonzosa rapacidad en Milán y Nápoles" (Velázquez, William Stirling, p. 143.). Como su cuñado el conde-duque de Olivares y otros nobles poseía en su palacio de Madrid una galería de pinturas, entre ellas la pintura al pastel "El nadador" de la mano de Miguel Ángel. También Carducho habla de "aquellos grandiosos dibujos de los nadadores de lápiz colorado de mano de Miguel Ángel" (Carducho, Diálogos, 8.º, fol.151).
Durante su estadía en Italia fue mecenas de varios artistas, entre los que se contaron a Diego de Velázquez, José de Ribera, Giovanni Lanfranco, y juntó una de las más importantes colecciones de arte de su época.
A su regreso a España en el verano de 1638 contrató al arquitecto Juan Gómez de Mora para la reedificación total de la casa-jardín en la propiedad comprada en 1626 en el Prado de San Jerónimo (en las cercanías del palacio del Buen Retiro para gozar de la cercanía del monarca), localizada en la Calle del Árbol del Paraíso, actual calle del Marqués de Cubas, así como la edificación de una galería con tres salas, para albergar los cuadros y las piezas de escultura de su colección, adquirida mayormente en Italia, y que contaba con obras de los grandes maestros de su tiempo. El jardín es en estilo italiano renacentista con esculturas, fuentes de agua y gruta. La Real Congregación de San Fermín de los Navarros compró la propiedad en 1744. En la galería fue construido años más tarde el templo de San Fermín. Los cuadros y esculturas de la colección del conde de Monterrey se encuentran actualmente dispersos.
Don Manuel era de pequeña estatura, pero muy vanidoso y de grandes ambiciones. Falleció en su residencia de Madrid en 1653 y fue enterrado en el panteón de los condes de Monterrey en el Convento de las Madres Agustinas Recoletas de Salamanca. En el monumento funerario se puede admirar su escultura, obra de Giuliano Finelli, que la mandó hacer en 1630.
| Predecesor: Gaspar de Zúñiga y Acevedo         | Conde de Monterrey 1606-1653            | Sucesor: Inés Francisca de Zúñiga |
| Predecesor: Juana de Acevedo y Fonseca         | Conde de Fuentes de Valdepero 1619-1653 | Sucesor: Inés Francisca de Zúñiga |
| Predecesor: Fernando Afán de Ribera y Enríquez | Virrey de Nápoles 1631-1636             | Sucesor: Ramiro Núñez de Guzmán   |